# Рясний провулок (Київ)
Рясни́й прову́лок — провулок у Подільському районі міста Києва, місцевість Куренівка. Пролягає від Петропавлівської вулиці до кінця забудови (урвище). 
Прилучаються Верболозна, Оксани Мешко та Фруктова вулиці.

## Історія
Провулок виник у 1940-х роках під назвою 438-ма Нова вулиця. Сучасна назва — з 1944 року (фактично провулок було забудовано пізніше). 